# Magnien
Magnien település Franciaországban, Côte-d’Or megyében. Lakosainak száma 318 fő (2022. január 1.). Magnien Jouey, Viévy, Saint-Prix-lès-Arnay, Voudenay, Arnay-le-Duc, Maligny és Marcheseuil községekkel határos.

## Népesség
A település népességének változása:
| Lakosok száma | 392  | 350  | 337  | 316  | 341  | 324  | 315  | 318  | 318  | 318  |
|               | 1968 | 1982 | 1990 | 2006 | 2013 | 2015 | 2017 | 2019 | 2020 | 2022 |